# Chattanooga
|  | Per a altres significats, vegeu «Chattanooga (desambiguació)». |

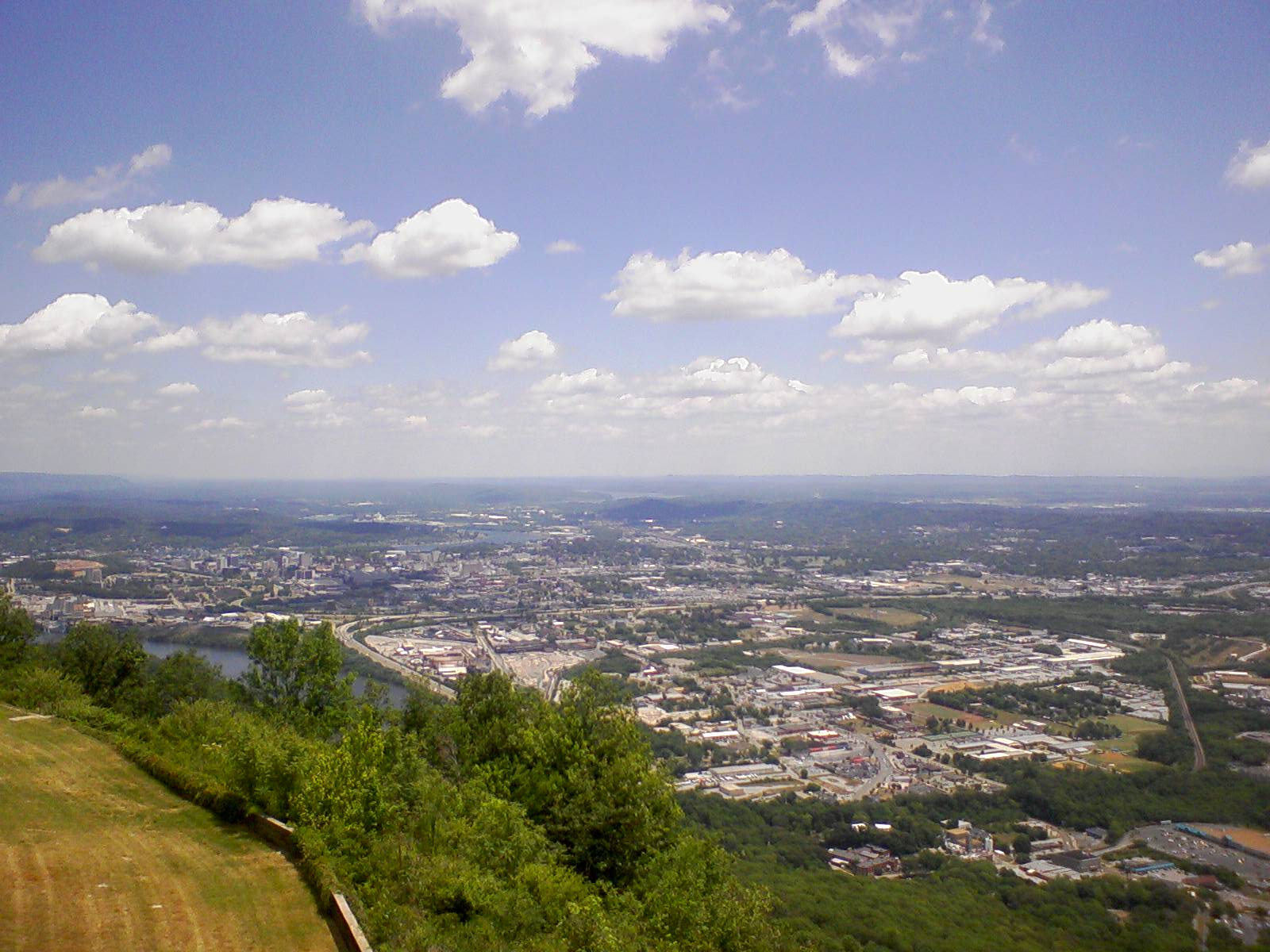
Vista panoràmica de Chattanooga

Chattanooga és la quarta ciutat més gran de Tennessee (després de Memphis, Nashville, i Knoxville), i la seu del comtat de Hamilton, als Estats Units d'Amèrica. Està situada al sud-est de Tennessee, entre els llacs Chickamauga i Nickajack, que formen part del Riu Tennessee, prop de la frontera amb Geòrgia, i en l'encreuament de tres autopistes interestatals, I-24, I-75, i I-59.
La ciutat (amb una elevació mitjana d'aproximadament 206 m), es troba a la zona de transició entre la carena i la vall de les muntanyes Apalatxes i l'altiplà Cumberland, i està envoltada de muntanyes i carenes. Per això és coneguda com "la Ciutat Escènica".
Segons el cens de l'any 2015, Chattanooga tenia 176,588 habitants. El 58% de la població era de raça blanca, el 34,9% afroamericans i la resta d'altres ètnies.

## Història
Els primers habitants de l'àrea de Chattanooga van ser amerindis, indígenes autèntics que es van establir en el Paleolític superior. Van ocupar aquells territoris en els períodes Arcaic, Silvícola, Mississipià, Muskogis i cherokees. El nom de 'Chattanooga' prové del terme muskogi cvto (chatta), que significa roca, i es pot referir a una muntanya de les proximitats.
La batalla de Chattanooga va ser un decisiu combat de la Guerra civil dels Estats Units, que va tenir lloc entre els dies 23 i 25 de novembre de l'any de 1863.
La ciutat és molt coneguda gràcies al tema de 1941 que interpretava la Big Band de Glenn Miller, "Chattanooga Choo Choo". També se la coneix per ser el bressol de Bessie Smith, coneguda com la "emperadriu del blues", va ser la cantant de blues més popular dels anys 20 i 30 i la més influent en els cantants que la van seguir i també d'un dels rostres més populars de Hollywood, Samuel L. Jackson i el músic i artista Usher.

## Fills il·lustres
- Ottokar Čadek (1897-1956), violinista.
- Valaida Snow (1904-1956), trompetista de jazz.

## Agermanaments
- Giv'atayim
- Hamm
- Nizhny Tagil
- Wuxi
- Gangneung
- Ascoli Piceno
- Swindon